# The Black Donnellys
The Black Donnellys est une série télévisée américaine en treize épisodes de 45 minutes, créée par Paul Haggis et Robert Moresco dont six épisodes ont été diffusés du 26 février au 2 avril 2007 sur le réseau NBC et en simultané sur le réseau Global au Canada.
En France, la série a été diffusée à partir du 5 février 2008 sur Virgin 17, en Suisse depuis le 12 mars 2008 sur TSR1 et en Belgique sur La Deux. Elle reste inédite au Québec.

## Synopsis
Les Donnelly sont quatre frères d'origines irlandaise qui vivent à New York. Tommy le futé, Jimmy le sanguin, Kevin le malchanceux et Sean le beau gosse. Ces quatre frères sont prêts à tout pour protéger les leurs : mentir, tricher, voler et même tuer.

## Distribution

### Acteurs principaux
- Jonathan Tucker (VF : Thierry Wermuth) : Thomas « Tommy » Donnelly
- Tom Guiry (en) (VF : Tanguy Goasdoué) : James « Jimmy » Donnelly
- Michael Stahl-David (VF : Charles Pestel) : Sean Donnelly
- Billy Lush (en) (VF : Jonathan Amram) : Kevin Donnelly
- Peter Greene (VF : Thierry Ragueneau) : Derek « Doki » Farrell
- Olivia Wilde (VF : Caroline Victoria) : Jenny Reilly
- Keith Nobbs (VF : Sébastien Desjours) : Joey « Ice Cream »
- Kirk Acevedo (VF : Boris Rehlinger) : Nicky Cottero

### Acteurs récurrents
- Brian Tarantina (it) : Vinnie Culiari (12 épisodes)
- Patrick Brennan (en) (VF : Thibaut Belfodil) : Earl (12 épisodes)
- Betsy Beutler (de) (VF : Karine Foviau) : Joanie (11 épisodes)
- Kevin Conway (VF : Patrick Messe) : Ian Reilly, père de Jenny (10 épisodes)
- Kate Mulgrew : Helen Donnelly (9 épisodes)
- Max Miner (VF : Karl-Line Heller) : Young Tommy (9 épisodes)
- Jimmy Walsh : Young Jimmy (8 épisodes)
- Joseph D'Onofrio : Louie Downtown (8 épisodes)
- Sean Patrick Reilly : Mel Donnelly (8 épisodes)
- Kevin Corrigan : Whitey (6 épisodes)
- James Badge Dale (VF : Eric Aubrahn) : Samson (6 épisodes)
- Molly Schaffer : Kate Farrell (6 épisodes)
- Nick Damici (en) : Ray (6 épisodes)
- Michael Rispoli (VF : Paul Borne) : Alo Onnatero (6 épisodes)
- Jamie Bonelli (VF : Florence Botte) : Nadine (6 épisodes)
- John Bolger (nl) : Bobby Donnelly (5 épisodes)
- T.J. Stanton : Young Kevin (5 épisodes)
- Dick Latessa (en) : Father Dufelt (5 épisodes)
- Lance Michael Schaefer : Young Sean (5 épisodes)
- Adelia Saunders (VF : Chantal Macé) : Kim (5 épisodes)
- Seamus Davey-Fitzpatrick (VF : Lewis Weill) : Matthew Farell (5 épisodes)
- Ned Eisenberg : détective Frankie Stein (4 épisodes)
- Bridget Regan (VF : Anne Massoteau) : Trish Hughes (4 épisodes)
- Jacqueline Hendy : Corey (4 épisodes)

### Invités
- Elizabeth Gillies : Young Jenny (épisodes 1, 2 et 8)
- Allan Steele (en) : détective Domenic Calero (épisodes 1 et 2)
- Dylan Hartigan : Young Joey (épisodes 1, 4 et 8)
- Chris Bauer (VF : Patrick Borg) : Huey Farrell (épisodes 1, 4 et 11)
- Lauren Bittner (en) : Mary Ann Maxwell (épisodes 1 et 6)
- Mark Margolis : Sal Minetta (épisodes 1 et 11)
- Lenny Venito : Benny Cool (épisode 1)
- Audrie J. Neenan (en) : Gertie (épisode 1)
- Sonny Marinelli (en) : détective Sunny (épisode 1)
- Paul Calderon : détective à la prison (épisode 1)
- Glenn Taranto (en) : Counter guy (épisode 1)
- Daniel Manche : Kid in madras shirt (épisode 1)
- Frank Bonsangue (en) : Wiseguy (épisode 1)
- Chance Kelly (en) : Johnny Mac (épisodes 3, 5 et 12)
- Darien Sills-Evans (en) : Dr Coles (épisode 3)
- Ilene Kristen (en) : Claire (épisode 4)
- Kenny Marino (en) : McGee (épisode 4)
- Mando Alvarado (en) : Cabbie (épisode 4)
- David Pittu (en) : Happy Harrison (épisode 5)
- Tom Mason (en) : Councilman Jack Trevor (épisodes 6, 8 et 9)
- John Lavelle (en) : Eddie Maxwell (épisode 6)
- Peter Gerety : Bob The Mouth (épisode 7)
- Scott Sowers : Michael Taylor (épisode 7)
- Rodrigo Lopresti (en) : Jojo (épisode 7)
- Marisa Ryan (en) (épisode 7)
- William Sadler : Munst (épisode 9)
- Kimberly Hebert Gregory (en) : Head Nurse (épisode 9)
- Pablo Schreiber : Mitchell Carr (épisode 10)
- Robert Clohessy : Agent Hicks (épisode 10)
- Joe Badalucco : Joey Badaluce (épisode 10)
- Dan Lauria : Franny Kenny (épisode 11)
- André Holland : Frank Thomas (épisode 11)
- Ken Garito : Anthony Lino (épisode 12)
- Geoffrey Wigdor : Tommy « Teach » Corcoran (épisode 12)
- Harris Doran (en) : Book Store Clerk (épisode 12)

 Source et légende : version française (VF) sur RS Doublage

## Production
Le projet a débuté en juillet 2015. En septembre, la production annonce le casting de Jonathan Tucker (Hostage), Olivia Wilde (The O.C.), Kirk Acevedo (Law & Order: Trial by Jury), Tom Guiry (Mystic River), Billy Lush (A Million Miles to Sunshine), Christopher Shand (Law & Order) et Keith Nobbs (Phone Booth). NBC commande la série en janvier 2016, prévoyant sa diffusion pour l'automne (Shand est remplacé par Michael Stahl-David).
Lors des Upfronts à la mi-mai 2016, NBC avait comme plan initial de diffuser la série dès janvier les jeudis à 22 h durant la pause hivernale d’Urgences (E.R.). Par contre à la fin novembre, NBC pousse la série pour le printemps. Le 13 février, NBC annule la série Studio 60 on the Sunset Strip et place Donnellys dans sa case horaire à partir du 26 février 2007.
Le troisième épisode (God Is a Comedian…) n'a pas été diffusé à la télévision car jugé trop violent, et a été publié sur le site de NBC le même jour que le deuxième épisode.
Le 2 avril, NBC annule la série après six épisodes. Les épisodes restants ont été disponibles hebdomadairement sur le site internet de NBC.

## Épisodes
| № | Titre                                                                  | Réalisation         | Scénario                               | Diffusion américaine    | Audience américaine |
| --- | ---------------------------------------------------------------------- | ------------------- | -------------------------------------- | ----------------------- | ------------------- |
| 1 | Frères à la vie, à la mort Pilot                                       | Paul Haggis         | Paul Haggis et Robert Moresco          | 26 février 2007         | 7,93                |
| Lorsque Kevin perd une grosse somme d'argent chez un bookmaker, lui et son frère Jimmy décident de l'enlever pour demander une rançon à son oncle Sal, le chef de la pègre italienne. Les évènements s'enchainent et Tommy est contraint de tuer Sal et Huey. |                                                                        |                     |                                        |                         |                     |
| 2 | Le Prix à payer A Stone of the Heart                                   | Paul Haggis         | Kim Clements (en) et Paul Haggis       | 5 mars 2007             | 6,88                |
| Jimmy est envoyé en prison. Tommy et Kevin de leur côté doivent faire disparaitre le corps de Louis, le bookmaker. Dokey cherche le meurtrier de Huey, son frère.                                                                                             |                                                                        |                     |                                        |                         |                     |
| 3 | Complications God Is a Comedian Playing to an Audience Afraid to Laugh | Dan Lerner          | Robert Moresco et Jeff F. King         | 5 mars 2007 (NBC.com)   |                     |
| Les relations entre les quatre frères sont de plus en plus tendues. Tommy pense qu'en sortant de prison Jimmy sera grillé dans le milieu. |                                                                        |                     |                                        |                         |                     |
| 4 | Le monde finira par te fendre le cœur The World Will Break Your Heart  | Deran Sarafian      | Bob Lowry et Kim Clements              | 12 mars 2007            | 6,53                |
| Tommy organise la veillée funèbre de Huey que Jimmy manque de gâcher. Les doutes de Dokey se portent de plus en plus sur Tommy. |                                                                        |                     |                                        |                         |                     |
| 5 | Comment se regarder en face Lies                                       | Gloria Muzio (en)   | Sean Whitesell (en)                    | 19 mars 2007            | 5,53                |
| Dokey demande à Tommy de récupérer un coffre chez la veuve de Huey. |                                                                        |                     |                                        |                         |                     |
| 6 | Prends tes jambes à ton cou Run Like Hell                              | Edwin Sherin (en)   | Laurie Hutzler et Gary Lennon          | 26 mars 2007            | 5,43                |
| Jimmy a repris la petite affaire de pari de Louis Downtown, le bookmaker. Kevin l'aide à collecter l'argent et rend visite à un ami d'enfance qui a perdu gros.                                                                                               |                                                                        |                     |                                        |                         |                     |
| 7 | Tout ce qu'il y a de sûr The Only Thing Sure                           | David Straiton (en) | Allan Steele (en)                      | 2 avril 2007            | 5,3                 |
| Jimmy décide de repeindre le bar et se lance dans le racket. Tommy doit à nouveau faire face aux dettes de jeux de Kevin. |                                                                        |                     |                                        |                         |                     |
| 8 | C'est l'heure de la rédemption In Each One a Savior                    | Anthony Hemingway   | Rafael Alvarez et Mick Betancourt (en) | 9 avril 2007 (NBC.com)  |                     |
| Grâce à l'argent du racket, Tommy est devenu le nouveau boss du quartier. Il décide de soigner son image en aidant une femme ayant connu son père. |                                                                        |                     |                                        |                         |                     |
| 9 | Tous dans le caniveau All of Us Are in the Gutter                      | TJ Scott            | Alissa Haggis et Amanda Moresco        | 16 avril 2007 (NBC.com) |                     |
| Tommy veut prendre un nouveau départ en travaillant dans un atelier d'art mais Nicky ne veut traiter qu'avec lui ce qui a le don d'énerver Jimmy. |                                                                        |                     |                                        |                         |                     |
| 10 | Quand la porte s'entrouvre When the Door Opens                         | Jeff F. King        | Robert Moresco                         | 23 avril 2007 (NBC.com) |                     |
| Les quatre frères décident de fonder leur propre gang et commencent à travailler pour Dokey. Leur premier boulot : libérer un immeuble rempli de squatteurs.                                                                                                  |                                                                        |                     |                                        |                         |                     |
| 11 | N'était-ce pas assez ? Wasn't That Enough?                             | Kevin Bray (en)     | Alissa Haggis et Amanda Moresco        | 30 avril 2007 (NBC.com) |                     |
| Tommy décide d'aider le père de Jenny en retrouvant le propriétaire du bâtiment et ce malgré les mises en garde de sa mère et de Dokey. |                                                                        |                     |                                        |                         |                     |
| 12 | Les Liens du sang The Black Drop                                       | Daniel Minahan (en) | Paul Haggis et Sean Whitesell          | 7 mai 2007 (NBC.com)    |                     |
| Tommy cherche toujours le propriétaire du café Riley et Dokey humilie Jimmy. |                                                                        |                     |                                        |                         |                     |
| 13 | Plus facile est la chute Easy Is the Way                               | Robert Moresco      | Paul Haggis et Sean Whitesell          | 14 mai 2007 (NBC.com)   |                     |
| Jimmy veut se venger en tuant Dokey tandis que Tommy fait en sorte que la famille quitte la ville. |                                                                        |                     |                                        |                         |                     |